# Прокло
Прокло (стгрч. Πρόκλος ὁ Διάδοχος— Прокло Настављач; Цариград, 8. фебруар 412 — Атина, 17. април 485) био је антички неоплатонистички филозоф, управник Платонове академије.

## Живот
Биографија Прокла је обновљена према изворима на период 410—485. године. Проклов биограф Марин наводи његов хороскоп, према астрономским подацима датум рођења Прокла је одређен као 8. фебруар 412. године.
Прокло је рођен у престоници Римског царства — Константинопољу, у породици имућног адвоката из Ксанта. У намери да крене очевим стопама, као млад одлази у Александрију, где је прво студирао реторику, а затим се заинтересовао за филозофију и постао ученик александријског неоплатонисте Олимпијодора Старијег. Од њега је Прокло почео да проучава Аристотелове логичке расправе, у чијем је тумачењу он, како наводи Марин, већ у то време постигао успех.
Са 20 година Прокло се преселио у Атину, где је Платонову академију у то време водио Плутарх Атински. Плутарх је, упркос поодмаклим годинама, почео да учи са Проклом лично, проучавајући са њим Аристотелову расправу „О души“ и Платонов дијалог „Федон“. Две године касније, Плутарх је умро, предајући руководство школом свом ученику Сиријану, од кога је Прокло наставио студије.
Марин извештава да је до своје 28. године Прокло написао једно од својих најважнијих дела, коментар на Платонов Тимеј.
Око 450. године, након Сиријанове смрти, Прокло је постао управник Платонове академије.
Време Прокловог живота било је време опадања древне грчке цивилизације. Пагански култови су се и даље практиковали, али су услед јачања хришћанства запали. У то време, чувена Фидијасова статуа Атене је уклоњена са Партенона, што су они око Прокла доживљавали као богохуљење. У полемици са хришћанима, Прокло није био пасивна страна – како наводи Суда, написао је „Приговоре против хришћана“ у 18 књига (дело није сачувано). У једном тренутку, сукоб између хришћана и академика постао је толико интензиван да је Прокло био приморан да напусти Атину и оде у Лидију на годину дана.
Путујући Азијом, Прокло се упознао са неким источњачким учењима, која је синтетизовао са својим системом. Верска пракса, молитве сунцу, ритуали под Проклом постали су неопходна компонента образовног процеса на Академији. Марин наводи да је Прокло проводио „дане и ноћи“ у молитви, у орфичким и халдејским прочишћењима и у обављању „свих других верских обреда“.
У свом личном животу, Прокло се држао аскетских принципа: није био ожењен, уздржавао се од месне хране и постио према упутствима богова који су му се појавили у сну. Према Мариновим речима, управо је претерани аскетизам био узрок његове релативно ране смрти: „Његово тело било је исцрпљено од грубе и неподношљиве хране, од пречестих абдеста и сличних сметњи. Прокло није зазирао од друштвених активности; учествовао је на градским скуповима.
Умро је у Атини у 73. години, остављајући Марина за свог наследника. Сахрањен је у Атини у истој крипти са својим учитељем Сиријаном.

## Стваралаштво
Главна филозофска дела Прокла посвећена су разматрању највиших принципа свих ствари и успостављању платонизма као теолошког учења.
У расправи „Основи теологије“ (Στοιχειωσις θεολογικη), Прокло излаже учење о натчулним принципима. Трактат се састоји од 211 пасуса, од којих сваки формулише, а затим даје неки доказ.
„Платонова теологија“ (Περι της κατα Πλατωνα θεολογιας) је велико дело у којем Прокло гради доктрину о вишим принципима и боговима, цитирајући многе цитате из Платоновог система, осмишљеног да већ постоји и потврђује да сви такви системи Платон представља један свети текст.
Од бројних Проклових коментара на Платонове дијалоге, до нас је дошло пет: до „Тимеја” (Марин пише да је Прокло ценио овај коментар више од свих осталих), до „Парменида”, до „Републике”, до „Алкибијада”, делимично на „Кратилу“ Коментари о Филебу, Теетету, Софисту и Федону потпуно су изгубљени. Сачувао се и део Прокловог коментара на Плотинове Енеаде. Сви коментари о Аристотелу су изгубљени, али се зна да је Прокло тумачио Категорије, О тумачењу и Прву и Другу аналитику.
Три мала филозофска трактата Прокла - "О десет сумњи у погледу провиђења", "О провиђењу, судбини и ономе што је у нама", "О хипостазама зла" - сачувана су само у латинском преводу Вилијама од Моербекеа (13. век) .
У малој расправи „Принципи физике“ (Στοιχειωσις φυσικη), Аристотелов физички систем је представљен у облику ланца дефиниција и теорема.
Астрономска дела обухватају кратку расправу елементарног садржаја под називом „Сфера“ (Σφαιρα), кратак „Преглед астрономских претпоставки“ (Υποτυπωσις αστρονομικων υποθνгер υποθνεσтеσеωлинг цлассиц”), „Ревиев оф Астрономицал Ассумптионс“ толемеј” и књига „О помрачењима“, сачувано само у латинском преводу.
Из математичких радова П Астрономска дела обухватају кратку расправу елементарног садржаја под називом „Сфера“ (Σφαιρα), кратак „Преглед астрономских претпоставки“   и књига „О помрачењима“, сачувано само у латинском преводу.
Од Проклових математичких дела, сачуван је цео „Коментар на прву књигу Еуклидових елемената“. Поред тога, Прокло је написао посебно дело о паралелним линијама, које није сачувано.
Од религиозних и магијских дела која су стигла до нас су „Еклоге из халдејске филозофије“ (Εκ της αυτης Χαλδαικης φιλοσοφιας) и књига „О хеленеској уметности о хеленетској уметности ' Ελληνας ιερατικης τεχνης). Сачувано је и седам химни боговима: Хелију, Афродити, Музама, свим боговима, Ликијској Афродити, Хекати и Јанусу, мудрој Атини. Ове химне, писане хомерским хексаметром, привлаче пажњу својим орфичким садржајем, који је оличен у позивима боговима да нам омогуће да „избегнемо црно зло рођења“. 
Хијерархија Универзума као целине изграђена је у Проклу према шеми Платоновог Парменида: натпостојећи Једно (ака Добро и Бог); даље, генаде су супер-егзистирајуће јединице-богови, у које су укључени постојећи богови, или умови - интелигибилни богови, или идеално Биће, синтетички уједињујући принципе границе и бесконачног.
Биће и интелигибилни богови су супротстављени Уму (Нус) и мислећим боговима, који су повезани са интелигибилним боговима преко богова интелигибилног мишљења. Суперкосмички богови и мислеће душе су повезани са мислећим боговима-умовима. Следећи степен је Космичка душа, у којој постоје разлике: унутаркосмички богови, универзалне душе, демонске „једноставне душе“: анђели, демони у правом смислу и хероји. Још ниже су „делимичне душе“ које оживљавају тела; њима припада и људска душа. Испод свих су нежива тела.
У ову хијерархијску структуру, Прокло природно укључује традиционалне олимпијске богове, распоређујући их на тријаде и деле их на трансценденталне и космичке. Између тела и душе постоји „природа“, бестелесна, али неодвојива од тела, несвесна сила, идентична сили судбине. Најнижи онтолошки ниво, али ипак изведен из највишег, јесте, коначно, материја.